# (1100) Arnica
(1100) Arnica est un astéroïde de la ceinture principale, découvert le 22 septembre 1928 par l'astronome allemand Karl Wilhelm Reinmuth depuis l'observatoire du Königstuhl.
Sa dénomination provisoire était 1928 SD.
Il est nommé d'après le genre de plantes Arnica.